# 戌街乡
戌街乡，是中华人民共和国云南省楚雄彝族自治州牟定县下辖的一个乡镇级行政单位。

## 行政区划
戌街乡下辖以下地区：
戌街村、老纳村、水桥村、左家村、白沙村、伏龙基村、铁厂村和碗厂村。